# Inkiri Piracanga
Inkiri Piracanga, também designada de Instituto Inkiri, é administrada pela Comunidade Inkiri, e fica localizada em uma ecovila, na região de Piracanga, em Maraú perto de Itacaré, no estado da Bahia, no Brasil, construída com o propósito de realizar o chamado Sonho Inkiri, cuja materialização se dá através da realização de cerca 25 projetos, ligados aos sete pilares: Crianças, Criatividade, Autoconhecimento, Natureza, Alimentação, Arte e Comunidade. Dentre eles está a Escola da Natureza, responsável por todo o planejamento e gestão ambiental que estruturam Inkiri Piracanga e com o propósito de multiplicar todo o conhecimento e as práticas lá desenvolvidas e que se baseiam em princípios espirituais, na liberdade de escolha de cada um para seguir o seu destino com total apoio e respeito. Sem interessar os sucessos acadêmicos, vestibulares ou competitivos, mas sim cooperação.
Conta permanentemente com cerca de 60 pessoas, entre adultos e crianças, mas recebem milhares de visitantes.
Inkiri é um cumprimento usado por uma tribo que viveu há muitos anos nessa região, na Península de Maraú (BA), e significa O amor em mim saúda o amor em você.